# Shinya Yajima
Shinya Yajima (Saitama, 18 de janeiro de 1994) é um futebolista japonês que atua como meia central no Renofa Yamaguchi.

## Carreira
Shinya Yajima começou a carreira no Urawa Red Diamonds, em 2012. 

## Seleção
Shinya Yajima fez parte do elenco da Seleção Japonesa de Futebol nas Olimpíadas de 2016.

## Títulos
Urawa Red Diamonds
- Copa Suruga Bank: 2017